# José Antonio Cía Martínez
José Antonio Cía Martínez (Ceuta, 1925-2002) fou un crític artístic i pintor autodidacta espanyol establert a Alacant. La seua relació amb el món de l'art es produeix en els seus anys com a crític d'art en Radio Alicante, arribant a guanyar el premi Ondas el 1959 a la promoció de l'Art en emissora local; a la mateixa vegada s'inicia en la pintura seguint l'exemple de Adolfo Azcarraga, també locutor i crític, també pintor.
Després va treballar a l'antiga Caixa d'Estalvis Provincial d'Alacant (CAPA) com a director artístic, vinculat al concepte inicial de relacions públiques i va ser director de Relacions Públiques els primeres anys (Caixa Mediterrani).
Però el sentiment artístic mai ho va abandonar i va a treballar amb la «reflexió històrica» junt amb Francisco Armengot. Va tindre la seua premera exposició amb 1967. Després ho faria en tota la província d'Alacant, Madrid, Barcelona i comarques, Lleó, Ceuta, Salamanca, Conca… i en llocs de l'estranger com Niça o Fontenay-le-Comte (França); Puerto Rico o Nova York (EUA), en total més de 150 exposicions.
Va a ser seleccionat per la guia europea de Belles Arts per a l'“Exhibition of contemprany European Paintings”. Autor dels llibres “XXV años de pintura alicantina 1933-58” (1958) amb Armengot i “Vida y obra del pintor Pérez Pizarro”, per a l'Institut Alacantí de Cultura Juan Gil-Albert (antic Institut d'Estudis Alacantins), de la Diputació d'Alacant, com a president de la seua Secció d'Arts Plastiques i vocal de la seua primera Junta Rectora (1968).
El 1972 va a presentar un manifest sobre «El Reflexisme».
Durant els anys 1979 a 1983 José Ramón Clemente va realitzar una col·lecció d'audiovisuals filmats en super-8 per a l'antecessor de l'actual Institut Alacantí de Cultura Juan Gil-Albert, com a protagonistes -a més del mateix Cía- a Miquel Abad Miró, Manuel Baeza, Vicente i Daniel Bañuls, Gastón Castelló i Bravo, M. González Santana, Polín Laporta, Sixto Marco Marco, Enrique Lledó, José Pérez Gil, F. Pérez Pizarro, R. Ruiz Morante i Emilio Varela.
Va a ser soci fundador del refundat (1985) Ateneu Artístic, Científic i Literari d'Alacant i el seu president de 1990 fins als últims anys dels noranta.
Ha guanyat moltes premis, d'entre els quals destaquen la Segona Medalla Nacional del 51è Saló de Tardor de Madrid i el Premi de la Crítica en el Saló Internacional de Besiers (França) el 1993, i en el mateix certamen, Premi al millor artista estranger el 1995.
Després de una retrospectiva organitzada per l'Ajuntament d'Alacant i la Diputació, amb 91 dels seus millores obres, moria el pintor J. A. Cía en Alacant el 9 de febrer de 2002.
En 2013 va a ser recuperat per l'acadèmic Lorenzo Hernández Guardiola.